# Малёванка (Львовская область)
Малёванка (укр. Мальованка) — село в Великолюбенской поселковой общине Львовского района Львовской области Украины.
Население по переписи 2001 года составляло 161 человек. Занимает площадь 0,44 км². Почтовый индекс — 81556. Телефонный код — 3231.